# نیسان سدریک
نیسان سدریک (Nissan Cedric) خودرویی است که در سال‌های ۱۹۶۰–۲۰۰۴تولید شده‌است.

## نگارخانه

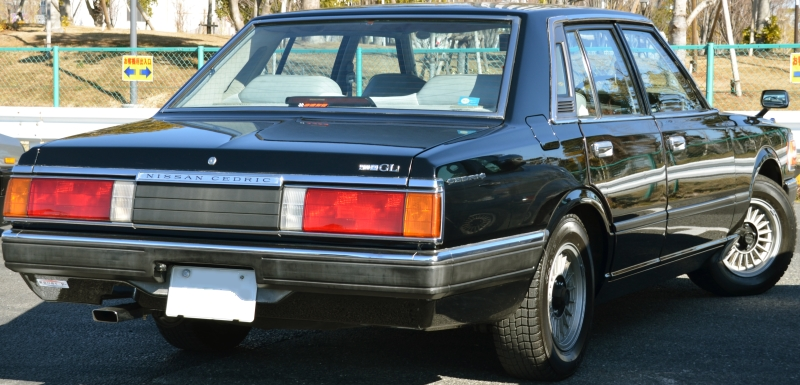
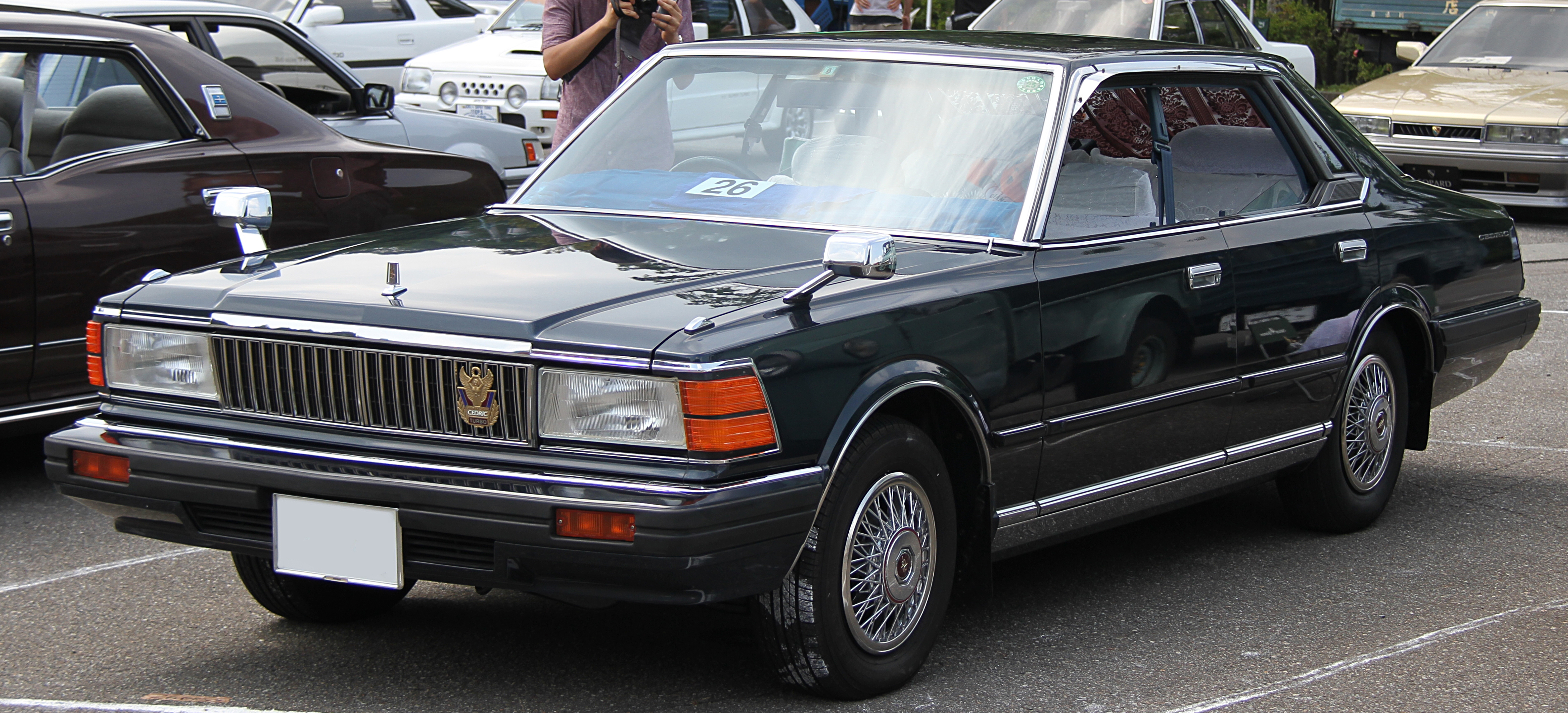
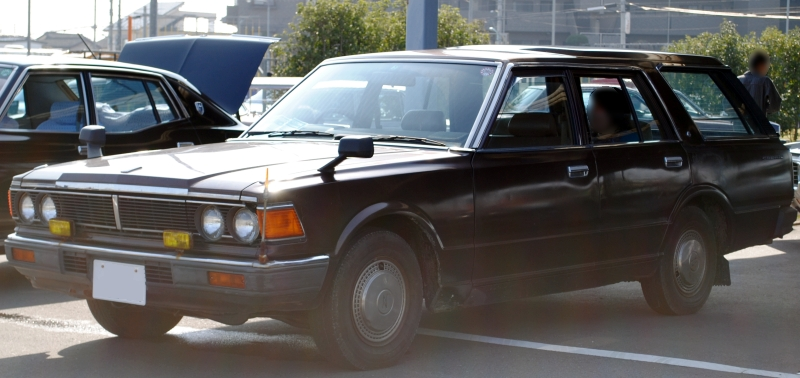
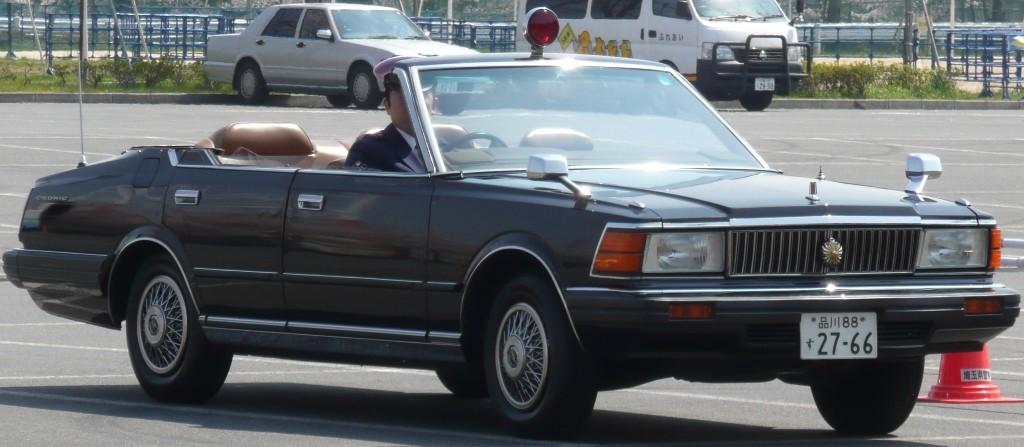
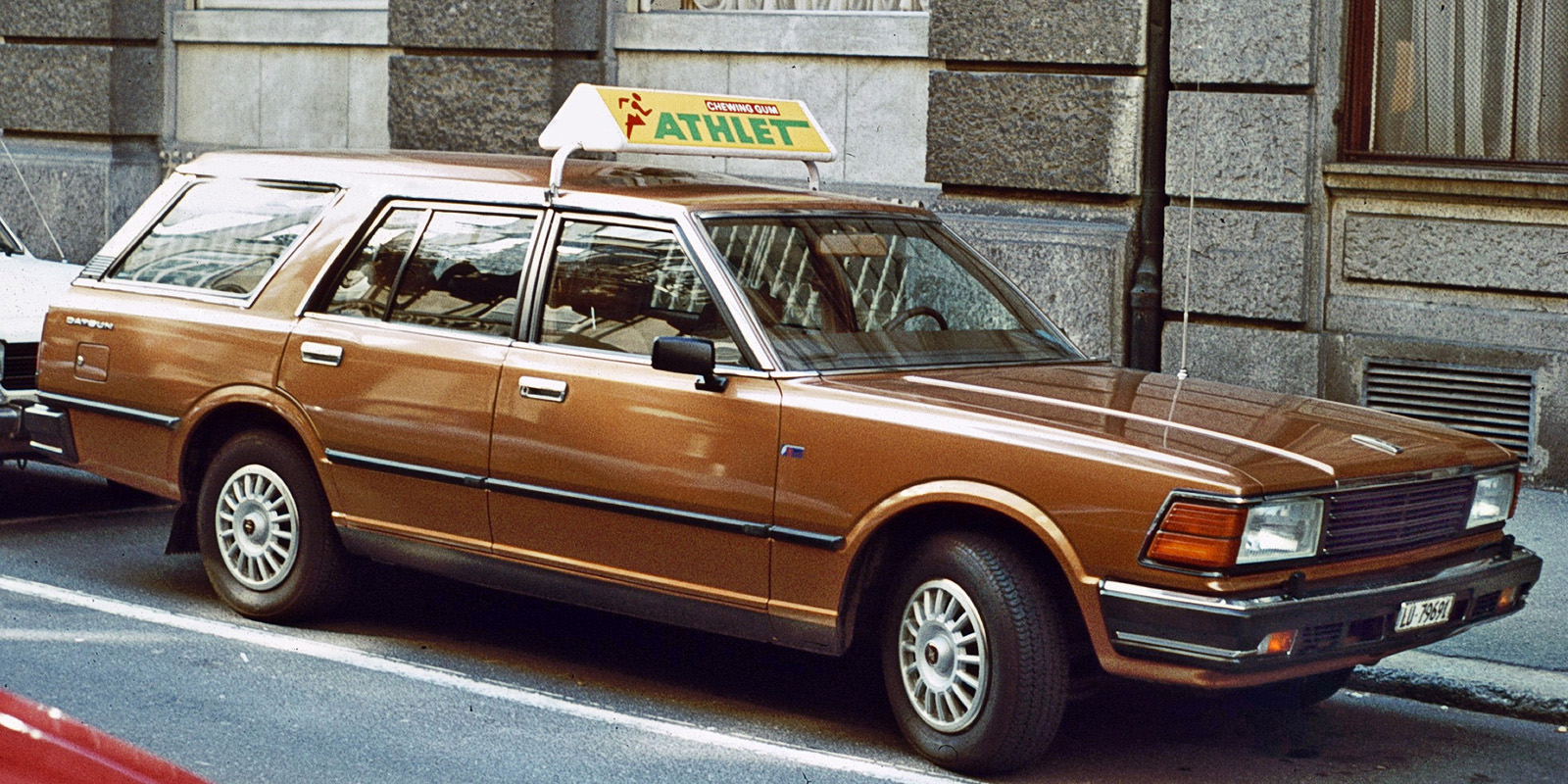